# Gioux
Gioux – miejscowość i gmina we Francji, w regionie Nowa Akwitania, w departamencie Creuse.
Według danych na rok 1990 gminę zamieszkiwały 214 osoby, a gęstość zaludnienia wynosiła 6 osób/km² (wśród 747 gmin Limousin Gioux plasuje się na 419. miejscu pod względem liczby ludności, natomiast pod względem powierzchni na miejscu 115.).